# Nils Lau Nyborg Broge
Nils Lau Nyborg Broge (født 4. januar 1992 i Langå) er en cykelrytter fra Danmark, der kører for Hammel Cykle Klub.
Han er bror til Rolf Nyborg Broge.

## Palmarès
1. plads, 4. etape i International Tour of Hellas